# Elżbieta Płonka
Elżbieta Teresa Płonka z domu Stolarczyk (ur. 5 listopada 1951 w Bogatyni) – polska polityk, samorządowiec i lekarka, w latach 2006–2008 wicemarszałek województwa lubuskiego, senator IV kadencji, posłanka na Sejm VIII i IX kadencji.

## Życiorys
Ukończyła studia na Akademii Medycznej we Wrocławiu. Uzyskała specjalizacje z zakresu medycyny chorób wewnętrznych oraz medycyny rodzinnej. Od 1975 pracowała jako pełniący obowiązki kierownika pracowni testów w wojewódzkim Sanepidzie we Wrocławiu, kierownik gminnego ośrodka zdrowia w Lubniewicach, przewodnicząca regionalnego sekretariatu ochrony zdrowia NSZZ „Solidarność” w Gorzowie Wielkopolskim. W 1997 zaczęła prowadzić samodzielną praktykę lekarską.
W połowie lat 90. zasiadała w radzie miejskiej Gorzowa Wielkopolskiego. Była także senatorem IV kadencji z ramienia AWS, w 2001 bezskutecznie ubiegała się o reelekcję z własnego komitetu. Należała do Ruchu Społecznego AWS, potem przystąpiła do Prawa i Sprawiedliwości. W 2002 zasiadła w sejmiku lubuskim, reelekcję uzyskiwała w 2006 i w 2010. W 2006 została powołana na wicemarszałka województwa. W zarządzie województwa odpowiadała m.in. za restrukturyzację wojewódzkich instytucji opieki zdrowotnej. Odwołano ją z tej funkcji w sierpniu 2008. W 2014 nie została ponownie wybrana do sejmiku, powróciła jednak do tego gremium w wyniku wyborów w 2018.
Z listy PiS kandydowała ponadto do Sejmu w 2005, 2007, 2011 i 2015 oraz do Parlamentu Europejskiego w 2009. W 2019 uzyskała możliwość objęcia mandatu posłanki VIII kadencji w miejsce Elżbiety Rafalskiej, na co wyraziła zgodę. W wyborach w tym samym roku z powodzeniem ubiegała się o reelekcję, uzyskując 10 918 głosów. W wyborach w 2023 nie została ponownie wybrana. W 2024 po raz kolejny uzyskała mandat radnej województwa.

## Odznaczenia
- 2018: Srebrny Krzyż Zasługi[6]
- 2015: Odznaka Honorowa za Zasługi dla Województwa Lubuskiego[7]